# Martha Wainwright (album)
Martha Wainwright è il primo ed eponimo album in studio della cantautrice statunitense di origine canadese Martha Wainwright, pubblicato nel 2005.

## Tracce
Tutti i brani sono di Martha Wainwright, tranne dove indicato.
1. Far Away – 2:54
2. G.P.T. – 2:44
3. Factory – 3:32
4. These Flowers – 4:11
5. Ball & Chain – 3:18
6. Don't Forget – 4:11
7. This Life – 6:01
8. When the Day Is Short – 3:46
9. Bloody Mother Fucking Asshole – 3:14
10. TV Show – 4:09
11. The Maker – 4:08
12. Who Was I Kidding? – 4:10
13. Whither Must I Wander (Robert Louis Stevenson/Ralph Vaughan Williams) – 2:47